# Запорізьке (Софіївська селищна громада)
Запорі́зьке (в минулому — Василівка, Енгельгард-Василівка) — село в Україні, у Софіївській селищній громаді Криворізького району Дніпропетровської області.
Колишній центр Запорізької сільської ради. Наразі в Запорізький старостинський округ входять с. Запорізьке та Братське.
Населення — 629 мешканців, 179 дворів до 2016 року.
1 лютого 2020 року населення Запорізького склало 401 особу.
День села святкується у першу неділю вересня.
Основні прізвища — Дорожон, Хисний, Пилипенко, Мудрагель, Минтус, Дяченко, Демченко, Замотайло, Колісник, Дроворуб, Коваленко.

## Географія
Село Запорізьке знаходиться у південно-західній частині Дніпропетровської області, на півночі колишнього Софіївського району на березі річки Кам'янка. Вище за течією на відстані 1 км розташоване село Братське, нижче за течією примикає смт Софіївка. Річка в цьому місці пересихає, на ній зроблено кілька загат.

## Історія
Село найстаріше у Софіївському районі і засноване у 1759 році як козацьке поселення. В 1786 році землі по річці Кам'янка Катерина ІІ подарувала Григорію Потьомкіну, який в свою чергу передарив її Василю Андрійовичу Енгельгардту (1735—1794), який був одружений з його сестрою Оленою (Марфою). На 6 тис. десятин Енгельгардту заснував село Енгельгардт, у якому проживало 17 осіб. Після отримання цих земель у спадок, його син  генерал Василь Енгельгардт (1755—1828) будує 20 дворів по правому березі річки, церкву, два вітряки (наразі це територія ферми).
У 1802 році у володінні таємного радника Енгельгардта Василя Васильовича було 4658 десятин землі с Василівка. Він володів майже 18 тисячами кріпаків, багатьма селами на Київщині, зокрема Моринцями і Кирилівкою. Згідно ревизькому реєстру 1816 р., Василь Васильович Енгельгардт володів родиною Шевченко. Село отримало назву Енгельгардт-Василівка.
1 листопада 1875 року в Енгельгардт-Василівці було відкрите двокласне народне училище. Навчались 31 учень, у тому числі одна дівчинка.
Станом на 1886 рік в селі, центрі Енгельгардт-Василівської волості Верхньодніпровського повіту Катеринославської губернії, мешкало 364 особи, налічувалось 114 дворових господарств, існувала православна церква. Енгельгардт-Василівська волость відносилась до 3 стану.
У 1872 році з 15 травня по 1 вересня у Енгельгардт-Василівській волості була епідемія холери, захворіло 12 осіб, з них 4 особи померло, 8 осіб вилікувались.
У 1880 році в селі була  військово-кінна дільниця, якою завідував землевласник штабс-капітан Гротто-Слєпіковський Бронислав Оттонович, що походив з дворян Віленської губернії. Гротто-Слєпіковський замінив дворянина Павла Вікторовича Байдака, який відмовився від посади через труднощі виконання цієї справи та обов'язків на посаді члена повітової управи.
У 1882 році утримання початкових народних училищ частково було покладено на сільські громади. Громади повинні були утримувати в належному стані приміщення училища, забезпечувати школу паливом, утримувати сторожа. Земство утримувало вчителів та забезпечувало училище підручниками. Енгельгардт- Василівська громада взяла на себе утримання училища. В цьому ж році  сільські школи перевірялися земством. Вивчався стан приміщень, матеріально-технічна та кадрова забезпеченість, відвідування та рівень знань учнів. Рівень знань учнів Енгельгардт-Василівської школи був одним із найкращих.
Куратором Енгельгардт-Василівського училища з 1884 по 1895 рік був земський лікар, громадський діяч, колекціонер українських старожитностей, Петро Михайлович Сочинський (1855—1913)
У 1885 році Енгельгардтівська громада просила дозволу на проведення ярмарку щонеділі по понеділках з 25 березня по 1 серпня. Земством прохання було відхилене через малу кількість селян, а також близькість Софіївки, де налічується 4 ярмарки.
У 1893 році с. Енгельгардт-Василівка вже відносилось до Софіївської волості. В селі працювала корчма.
У 1895 році зведено Преображенську дерев'яну церкву (наразі там автогараж).
У 1896 році Закон Божий у школі викладав священник Григорій Євдокимович Бажанов 1855 р.н., який пожертвував свою винагороду в 50 рублів на потреби школи.
У 1897 році в Енгельгардт- Василівському училищі працював вчитель Сергій Касторф з утриманням в 250 руб.
За переписом 1897 року кількість мешканців зросла до 1027 осіб (519 чоловічої статі та 508 — жіночої), з яких 1026 — православної віри.

###### Історичні назви
У той час сформувались народні назви вулиць та місцевості села. Вошива по праву сторону панського ставка, де дві сім'ї почали будувати хату і про них казали, що причепилися як воші. По ліву сторону від ставка, який був переділений греблею вода збігалася і на березі водилося багато жаб, які швидко розмножувалися і голосно квакали без кінця і краю. Там також були родючі землі і почала утворюватися нова вулиця яку назвали «Жаболупівкою».

### Початок XX століття
Переважно мешканці села були безземельними, без наділів. До революції 1917 року у селі налічувалось приблизно 20 заможних сімей, які мали по 25 га землі та сільгоспмашини. Під час неврожайних років за пуд-два хліба бідні люди лишалися хат.
В 1905 році у село з Малософіівки приїхали червоні емісари, які почали розповсюджувати листівки, закликати селян громити панські маєтки. Серед тих, хто пристав на ці заклики — С. Щербак, К. Колісник, Т. Дорожон. Староста Пилипенко склав списки заколотників та відправив їх до Софіївки урядникові Бурилову, який з жандармами приїхав до села. Але мешканці Енгельгардт-Василівки з вилами оточили їх, відібрали зброю і порвали списки. На допомогу поліції прибула сотня козаків. Почалася жорстка розправа над повсталими селянами. Організаторів бунту висікли різками, а Т. Дорожона та К. Колісника кинули до в'язниці.
В 1907 році Енгельгардт-Василівська сільська громада порушила клопотання про будівництво нової греблі через те, що стара стала непродатною, а колишній чудовий ставок зник.
У 1908 році кількість мешканців колишнього панського села Софіївської волості становила 1399 осіб (702 чоловіки та 697 жінок), налічувалось 234 дворових господарства. У цьому ж році земство розглянуло питання про виділення коштів на будівництво греблі. У церкві служив священник Семен Ілліч Сурінов 1878 р.н., псаломщиком Георгій Іванович Зельницький 1887 р.н.
Вчителями в школі були в різні роки Мазуренко Василь Якович (1902), Кальной Прокіп Ничипорович (1909), Криницька Надія Макарівна (1910).
Перед революцією зокрема Демченко Євтух мав власної 90 десятин землі і 20 орендованої, коней — 12, корів — 8, увесь сільськогосподарський інвентар , букерів — 3, молотарок — 4, вітряний млин, постійних батраків — 2-3 чоловіки, сезонних — 4-5. Демченко Трохим мав власної 18 десятин землі і 10 орендованої, коней — 6, корів — 3, увесь сільськогосподарський інвентар, просорушку, вітряний млин, молотарку, постійних батраків — 2 чоловіки, сезонних — 4.
З початком Першої світової війни, коли стали відмовлятися від німецьких назв (Петербург став Петроградом), 1914 року село стало називатися просто Василівка.

### Радянська доба довоєнного періоду
В грудні 1917 року в селі було обрано Раду селянських депутатів, до якої ввійшли І. І. Гаркуша, З. Т. Бабенко, С. М. Колісник, Г. С. Пилипенко та інші. На початку лютого 1918 року Іван Григорович Бабенко, Григорій Іванович Гаркуша, Степан Микитович Пилипенко, Степан Минович Дідушов, Григорій Павлович Колісник та Дмитро Лаврентійович Минтус пристають до лав Червоної армії.
В березні 1918 року в село вступили кайзерівські війська, які вчинили жорстоку розправу над активістами. Десятьох чоловік, серед яких Григорій Пилипенко, було засуджено у Верхньодніпровську до розстрілу. Під час радянсько-української війни 1917—1921 рр. Енгельгардт-Василівка переходила час од часу під владу командувача РПА України Н. І. Махна, Добровольчої армії російської імперії та інших, аж допоки влітку 1918 року до Енгельгардт-Василівки не увійшли червоні загони, які встановили там радянську владу. Гаркушу Івана Івановича 1893 р.н. та Демченка Григорія Євменовича було обрано делегатами на Перший Катеринославський губернський український з'їзд (губернський з'їзд Української ради, як його ще називали), який відбувся 21—22 травня 1917 р. у м. Катеринославі. Звідки делегати привезли постанови, які стали основним документом в діяльності Ради. Незабаром у селі було створено комітет незаможних селян. 
Радянська влада в селі була встановлена у 1918 р. Головою сільської ради у 1919 р. обрали Бондаренка Архіпа Григоровича. У 1927—1931 голова сільради Пилипенко Андрій Григорович, 1897 р.н.. Потім до 1939 р. -Колісник Михайло Кіндратович (1913—1942)
У 1924 році у селі  створено перший ТСОз (товариство спільного обробітку землі), який очолив Колісник Сергій Михайлович.
У 1925 р. до складу Софіївського району Катеринославської губернії Криворізького округу входила і Василівська сільська рада, яка складалася із сіл Василівка, Довгівка, селище Першотравневе, сільце Спокойствіє — хутір. У цей час було організовано перше у Софійському районі товариство «Нове життя» під головуванням Гаркуші Івана Івановича, яке складалося із 12 дворів. В товаристві налічувалось троє коней, кухар, жниварка, молотарка та 3 корови. Почалася колективізація, заможних людей розкуркулювали, у селян забирали зерно, худобу, реманент. Кожна сім'я сплачувала продподаток.
У 1930 р. Василівська сільська рада складалася з с. Василівка (колгосп имені Петровського) та с. Братське (колгосп ім. Сталіна). Землю обробляли кіньми і волами, снопи возили гарбою, зерно молотили гарманом (витесаний камінь).
У 30-х роках головою колгоспу ім. Петровського був Дроворуб Григорій.
Кодекс законів про працю, який діяв наприкінці 20-х і на початку 30-х рр., не забороняв оренди землі, використання найманої робочої сили, приватного підприємництва на селі. 5 квітня 1930 року ВУЦВК і РНК УСРР видав постанову «Про заборону орендувати землю й застосовувати найману працю в одноосібних господарствах у районах суцільної колективізації». Друга хвиля розкуркулення завдала ще більшого удару по українському селу, яке за роки непу здебільшого стало середняцьким. У 1931 році було вислано з с. Енгельгардт-Василівка;
1) Демченко Михайло Явтухович 1912 р.н., його мати Параскева 1877 р.н., сестри Ганна 1910 р.н.,Анастасія 1919 р.н., Євдокія 1924 р.н.. і брат Микола 1916 р.н.. У 1930 році вони разом з братом мали надільної землі 14 десятин і 15 орендованої, коней — 4-5, корів — 3-4, увесь сільськогосподарський інвентар, просорушка, вітряний млин, постійних батраків — 1 чоловік, сезонних — 2. Був в колгоспі, але в 1930 році вичищен звідси як «чуждый елемент». Позбавлений права голосу за експлуатацію;
2) Демченко Михайло Трохимович 1913 р.н., його батько Трохим 1886 р.н., мати Матрьона 1884 р.н.,. сестри Марія 1912 р.н.,Анастасія 1919 р.н., Євдокія 1921 р.н.. У 1927 році він мав надільної землі 14 десятин і 10 орендованої, коней — 4, корів — 2, увесь сільськогосподарський інвентар, молотарку, просорушка, вітряний млин, . Був в колгоспі, але в 1930 році вичищен з. Позбавлений права голосу як кулак та експлуататор найманої сили.;
.Під час Голодомору 1931—1933 років мешканцям села, аби вижити доводилось вживати у їжу гриби, сою, тонконіг, макуху, збирати колоски, цвіт акації, кінський щавель, з яких пекли маторженики, варили затірку. Членам колгоспу видавали по 1 кг борошна на сім'ю в місяць та по 1 стакану молока в день.
У 1931-40-х роках по країні пройшла хвиля політичних репресій. Так, хлібороб-одноосібник [Архівовано 15 вересня 2016 у Wayback Machine.] Хисний Гнат Остапович 1904 р.н. за контрреволюційну агітацію у 1931 р. засланий до Північного краю на 3 роки. Рахівник Василівського пайового товариства Пилипенко Андрій Григорович 1897 р.н., у 1935 році за антирадянську агітацію був ув'язнений до ВТТ на 3 р..
У 1934 у Василівці, яка належала до колгоспу імені Петровського,  провели генеральну чистку серед комуністів. 8 червня на засіданні комісії розглядали справи колгоспників, включаючи парторга Якова Полторака та голови колгоспу Григорія Івановича Гаркуші.. А наступного дня перед комісією звутували службовці  колгоспу Петровського - рахівник Марія Пилипенко, ветеринарний лікар Яків Хом'як, крамник Василь Бабенко, парторг Данило Горбенко та інші. 
В 1936 головою сільради Енгельгардт-Василівки було призначено члена ВКП(б)У уродженця Херсонської області Лозу Митрофана Івановича, 1898 р.н, на той час мешканця с. Софіївка, для укріплення радянської влади.
Напередодні війни колгосп мав 6 тракторів (чотири ХТЗ і два ЧТЗ) і 4 комбайни. Працював медичний пункт, який знаходився у звичайній сільській хаті біля контори, і в якому працювали Хом'як Василь Оникійович  та Демченко Марія Григорівна.

### Німецько-радянська війна
Під час Німецько-радянської війни 1941–1945 окупація села розпочалася під час жнив 1941 року. Колгосп поділили на десятки (по 10 сімей) і примушували селян обробляти землю, а влітку розчищати дороги. На роботи до Німеччини примусово вивозили хлопців та дівчат, зокрема Катрушенко Ганну Андріївну (1926 р.н.), Ковбасу Миколу Дмитровича (1926 р.н.), Руденко Поліну Василівну (1924 р.н.), Чорного Василя Кириловича (1925 р.н.), Тарасенко Софію Данилівну (1925 р.н.), Коваленко Людмилу Антонівну (1923 р.н.), Дудар Ганну Костянтинівну (1920 р.н.), Гаценко Ніну Сидорівну (1921 р.н.), Демченко Миколу Петровича та інших. Окупація села тривала більше двох років. 
У вересні 1943 німецька влада призначила старостою Василівської управи Демченка Андрія Єрмолайовича (1882-?).
У 1943 під час наступу радянської армії, який тривали протягом місяця, частину центральної вулиці (наразі вул. Постного) від буд. 137 до кінця села в сторону с. Братське було спалено. У хаті Демченко Івана Івановича та Ганни Семенівни знаходилася військова санітарна частина, а в приміщенні школи — госпіталь. Жителі села доглядали за пораненими, прали їм білизну, годували.

### Радянська доба післявоєнного періоду
6 лютого 1944 року воїни 195 (Новомосковської)  та 353 (Дніпродзержинської) стрілецьких дивізій увійшли у . Василівку. З цього ж дня було відновлено роботу Василівської сільської ради. В 1944 році головою Василівської сільської ради було обрано Гаркушу Івана Івановича. 
11 грудня  1944 василівські члени ВКП(б) провели свої перші парітйні збори
В 1944 та 1945 роках, секретарем сільської ради працювала Шпунт Галина Сафонівна. Пізніше головами сільської ради були Колісник Дмитро Тихонович та Ткач Іван Іванович. Секретарем виконкому Василівської сільської ради був Пилипенко Андрій Григорович.
У 1945 році було звезено всі трупи із могил, що знаходилися в селі, в одну братську могилу, що тепер знаходиться перед школою. В ній поховано сотні солдатів і серед них одна жінка, яка загинула під час бомбардування рідного села.
У 1945 році у с. Василівка працювала семирічна школа, а також двокласна Школа сільської молоді (вчителі Сміяненко, Яструб М. Г.). При сільраді працювали культармійці Сміяненко, Артеменко, Манзюк.
З 1947 по 1951 головою   споживчого товариства Енгельгардт-Василівки працював Трохименко Терентій Артемович. 
У 1951 пыд час ремонту школи були допущені мысцевою владою зловживання в використанні коштів та будівельних матеріалів
У 1958 році до колгоспу ім. Петровського приєднався з колгосп ім. Сталіна. На той час у колгоспі було 2 автомобіля ГАЗ-51 (водії Пилипенко Микола Окафійович та Колісник Дмитро Тихонович), 25 волів, 100 коней (кінська бригада знаходилася там, де зараз вул. Постного 145). Трактори брали в МТС. Землі в колгоспі тоді налічувалось 3200-3500 га.
В період 1954-1959 роки головою колгоспу був Барильченко Іван Пилипович, нагороджений у 1958 році орденом Трудового Червоного Прапора. За цей час побудували дво- та чотирирядні корівники (завідувач молочно-товарної ферми Дорожон А. С.), автогараж, проведено водогін (до цього воду носили коромислом з трьох криниць). Робочий день колгоспників тривав 12 годин (від 7 ранку до 7 вечора). Селяни працювали на ланах, фермах, на току. У посушливий 1954 рік селяни отримували на 1 трудодень 200 г хліба, а в 1955 році шили одяг з плащ-наметів. У 1956 році колгоспники здали державі 150 т яблук, а у 1957–1958 роках колгосп ім. Петровського став одним з найкращих по здачі м'яса (свинини) і мав вже 20 га саду. Телятниця Ніна Сидорівна Гаценко одержала орден «Знак Пошани». Вона мала в групі 30 телят, а корм і воду носила відрами, прибирала за телятами вручну. Та завдяки таким зусиллям приріст телят сягав 800—1000 г в день.
1 липня 1958 року Василівська сільрада була приєднана до Софіївської селищної ради. З роками в колгоспі побудували свиноферму, овцеферму та птахоферму. Село розросталося, збільшувалась кількість тракторів, комбайнів, машин, змінювалися голови колгоспу. 
З 1960 року головою колгоспу був Мойса Іван Іванович, з 1967 року колгосп ім. Петровського очолював Бершадський Борис Терентійович, потім Білов Іван Іванович, з 1976 року Верещак С. Я. 
У період з 1966 по 1972 роки в автогаражі налічувалось вже 40 одиниць техніки різник марок (завгар Пилипенко Михайло Миколайович). у 1970 році молочно-товарна ферма № 2 розширилася, побудовано молочний комплекс, впроваджено машинне доїння корів. МТФ № 2 неодноразово займала призові місця в районі і області (завідувач МТФ№ 2 Колісник О.І, впродовж 18 років). Доярки Колісник Ганна Олексіївна, Шпунт Ніна Григорівна, Тарасенко Софія Данилівна досягали надоїв 3000 л на фуражну корову. In 1967 році збудували новий клуб, їдальню, приміщення сільської ради, відділення зв'язку. Працювала сільська крамниця (завідувачка Колісник Надія Окафійовна). 
У 1964 року село Василівка було перейменовано на село Запорізьке начебто на честь запорізьких козаків.
З 1982 р. по 1992 рік головою колгоспу ім. Петровського працював Яловий Григорій Олексійович. . За період його роботи в колгоспі було проведено 18 км газопроводу, 18 км водогону, побудовано 20 житлових будинків, проведено капітальні ремонти майстерні, дитячого садка, їдальні та сільського клубу. Збудовано механізований тік та перша в районі газова сушарка, комора на 3000 т зерна, обгороджено тік та покладено асфальт на його території, заасфальтовано тракторну бригаду, заплиткована дорога до ферми, придбано нові комбайни «Дон-1500» та автомашини «КамАЗ». Всі ці роботи виконувались за кошти колгоспу, який часто займав призові місця у районі та області.
Директори школи: до вересня 1950 року — Яструб Михайло Григорович з вересня 1950 року по листопад 1951 року — Єресько О. Д. з листопада 1951 року по 1981 рік — Попачев Савелій Михайлович з 1981 року по 1992 рік — Чвертка Сергій Миколайович з 1992 року по 1999 рік — Бугай Анатолій Аркадійович з 1999 року — Хоружевський Григорій Миколайович.
У 1979-80 роках завідувачка Запорізьким клубом — Чирва Ольга Леонідівна, а її чоловік Чирва Микола Лукич — художнім керівником, який вів гурток народних інструментів, сопілкарів (у 2012 році став заслуженим працівником культури України, майстер соломоплетіння).

### Незалежна Україна
У 1992 році утворилося перше селянське фермерське господарство (СФГ) «Осанна» (голова Давиденко В. П.), а у 1993 році колгосп ім. Петровського реорганізовано в КСП «Запорізьке» (голова Яловий Г. О.), а в 2000 році в СТОВ «Відродження» та СТОВ «Дружба». Також у 1993 році утворилися СФГ «Зірка» (Тарасенко І. І.), СФГ «Омега» (Малохатько В. І.), СФГ «Лідія» (Бровко В. В.), СФГ «Скифянка» (Білоножко І. М.).

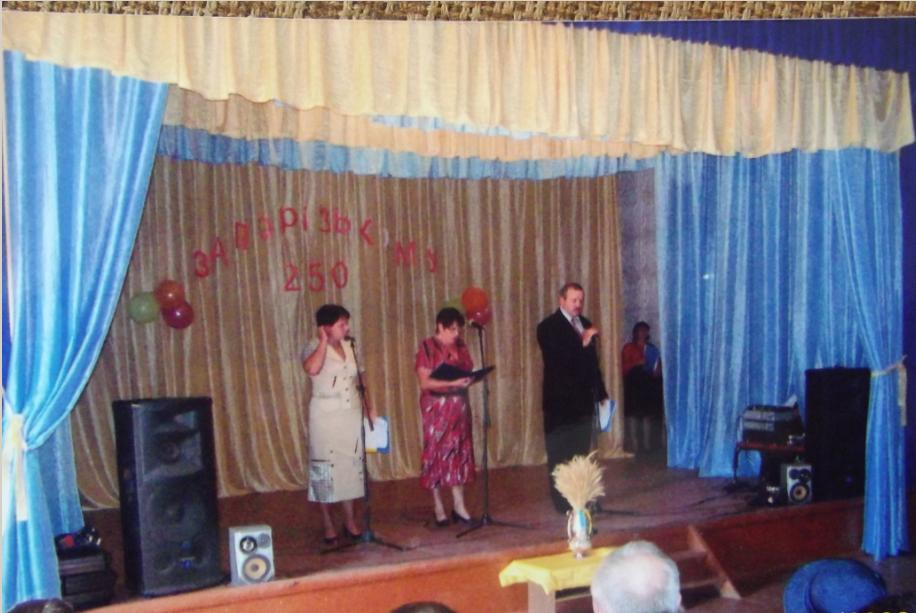
Святкування 250 років села. У центрі — голова сільради Демченко Л. М., праворуч — директор школи Хоружевський Г. М.

З 2006 по 2015 рік голова сільради — Демченко Лідія Миколаївна (нагороджена Почесною відзнакою голови Дніпропетровської обласної ради за 2015 рік).
З 2016 року староста села — Демченко Тетяна Володимирівна

## Населення
Згідно з переписом УРСР 1989 року чисельність наявного населення села становила 401 особа, з яких 175 чоловіків та 226 жінок.
За переписом населення України 2001 року в селі мешкало 429 осіб.

### Мова
Розподіл населення за рідною мовою за даними перепису 2001 року:
| Мова       | Відсоток |
| ---------- | -------- |
| українська | 81,36 %  |
| російська  | 6,82 %   |
| вірменська | 2,50 %   |
| угорська   | 1,14 %   |
| білоруська | 0,45 %   |
| інші       | 7,73 %   |

## Економіка
- «Запорізьке», ТОВ.

## Об'єкти соціальної сфери
- Запорізька ЗОШ І-ІІІ ступенів [Архівовано 7 січня 2016 у Wayback Machine.].
- Фельдшерсько-акушерський пункт.
- Клуб.

## Відомі люди
- Коваленко Антон Якович [Архівовано 23 березня 2022 у Wayback Machine.] (1894-1937) - сотник армії УНР, разом з братами Пилипом та Матвіїм брав участь у повстанському русі 1918-1920[23]
- Береза Роман Віталійович (1988—2014) — старший солдат Збройних сил України, учасник російсько-української війни.
- Постний Олексій Володимирович — герой Радянського Союзу.
- Андрейченко Семен Семенович  — відомий скульптор, закінчив школу у с. Енгельгардт-Василівка у 1934 році.

## Зовнішні посилання
- Спогади жителів села Запорізьке [Архівовано 26 листопада 2015 у Wayback Machine.]
- Житіє православних. Ч.3. Енгельгардт-Василівка [Архівовано 15 грудня 2021 у Wayback Machine.]